# Кіноколо (премія)
Національна премія кінокритиків «Кіноколо»  —  щорічна українська премія, що має на меті визначити досягнення українського кінематографа та діячів кіноіндустрії за останній рік від імені спільноти кінокритиків України.
Заснована 2018 року Спілкою кінокритиків України, Асоціацією «Сприяння розвитку кінематографа в Україні — дивись українське!», і кінокомпанією «Артхаус Трафік».
Нагороди вручають під час проведення міжнародного кінофестивалю «Київський тиждень критики». У 2022 році заходи 6-го фестивалю пройшли 20—26 жовтня.

## Історія і опис
У травні 2018 року було оголошено про намір запровадити щорічну премію кінокритиків.
З метою визначення та аналізу досягнень українського кінематографа, сприяння розвитку та популяризації українського мистецтва кіно шляхом вручення нагород премії «Кіноколо» створено комітет Національної премії кінокритиків, до якого входять кінокритики та кінознавці, які є членами Міжнародної федерації кінопреси (ФІПРЕССІ), українські кінокритики, чиї рецензії та критичні матеріали виходять в друкованій пресі, онлайн-медіа, на радіо або телебаченні; журналісти, які видають аналітичні матеріали про українське кіно в ЗМІ. Наразі комітет Премії нараховує 45 членів і членкинь.

Лауреати Премії обираються шляхом голосування у два етапи. Спочатку серед списку усіх поданих фільмів українського виробництва, а також висунутих на здобуття Премії «За досягнення» авторів, які відповідають умовам премії, члени комітету обирають номінантів. Під час другого етапу проходить голосування для визначення переможців. Лауреати будуть оголошені на урочистій церемонії нагородження в день відкриття шостого Київського тижня критики.
25 вересня 2018 року кінокритики оголосили номінантів першої премії «Кіноколо». Лауретів було оголошено на урочистій церемонії нагородження 26 жовтня 2018 року під час відкриття кінофестивалю «Київський тиждень критики» в кінотеатрі «Жовтень»..
20 листопада 2018 року було оновлено Регламент кінопремії, у якому, окрім Комітету Премії, її керівними органами визначено також Правління (до якого увійшов генеральний директор МКФ «Київський тиждень критики»), Приймальну комісію та Лічильну комісію Премії. Також Регламент уточнює зміст номінації «Відкриття року» (якщо раніше у ній розглядали перші або другі фільми режисера, то тепер — лише дебюти) і додає номінацію «Найкращий анімаційний фільм».
У 2021 році категорії, в яких вручають нагороди, були розширені до 10 – було додано 2 номінації «За досягнення» та Найкращий сценарій. 

Участь у Премії можуть брати українські національні фільми, тобто фільми, виробництво яких повністю або частково здійснено в Україні українським
виробником/виробниками або в рамках міжнародного спільного кіновиробництва, якщо один із співвиробників (продюсерів) фільму, який зазначений в титрах фільму, є резидентом України.
Фільм вироблений повністю або частково на території України, повністю або у спільному
виробництві із суб'єктами кінематографії України. Фільм має бути поданий правовласником на території України або уповноваженою ним особою через онлайн-форму подачі, посилання на яку розміщено на сайті http://kcw.com.ua та в рамках терміну оголошеного на сайті http://kcw.com.ua

## Категорії
- Найкращий повнометражний ігровий фільм
- Найкращий короткометражний ігровий фільм
- Найкращий документальний фільм
- Найкращий анімаційний фільм
- Відкриття року (за перший фільм режисера)
- Найкращий режисер
- Найкращий продюсер
- Найкращий актор у головній ролі
- Найкраща акторка в головній ролі
- Найкращий сценарій
- «За досягнення»

## Керівні органи премії
Згідно з регламентом премії «Кіноколо» її керівниками є:
- Правління премії
- Комітет премії
- Приймальна комісія премії
- Лічильна комісія

## Церемонії
| Церемонія | Дата           | Місце                                         | Ведучий         | Найкращий фільм |
| --------- | -------------- | --------------------------------------------- | --------------- | --------------- |
| 1-ша      | 26 жовтня 2018 | Кінотеатр «Жовтень», Київ, Україна            |                 | «Донбас»        |
| 2-га      | 24 жовтня 2019 | Кінотеатр «Жовтень», Київ, Україна            | Лєна Чиченіна   | «Додому»        |
| 3-тя      | 22 жовтня 2020 | Кінотеатр «Жовтень», Київ, Україна            | Лєна Чиченіна   | «Атлантида»     |
| 4-та      | 21 жовтня 2021 | Кінотеатр «Жовтень», Київ, Україна            | Лєна Чиченіна   | «Стоп-Земля»    |
| 5-та      | 20 жовтня 2022 | Телеканал «Суспільне Культура», Київ, Україна | Людмила Чиркова | «Памфір»        |
| 6-та      | 12 жовтня 2023 | Телеканал «Суспільне Культура», Київ, Україна | Людмила Чиркова | «Ля Палісіада»  |

## Матеріали
- Регламент Національної премії кінокритиків «Кіноколо» [Архівовано 27 жовтня 2018 у Wayback Machine.] на сайті Бюро української кіножурналістики
- Склад Комітету національної премії кінокритиків «Кіноколо» [Архівовано 28 жовтня 2018 у Wayback Machine.] на сайті Бюро української кіножурналістики